# Na skraju jutra (film)
Na skraju jutra (ang. Edge of Tomorrow) – amerykański fantastycznonaukowy film akcji z 2014 roku w reżyserii Douga Limana. Adaptacja light novel Hiroshiego Sakurazaki Na skraju jutra (2004, wyd. polskie 2014).

## Fabuła
Niedaleka przyszłość. Obca rasa zwana Mimikami zaatakowała Ziemię, niszcząc wszystko na swojej drodze, jednocześnie mnożąc się na ogromną skalę. Obcy zabijają miliony ludzi, którzy są skazani na porażkę mimo niespodziewanej wygranej pod Verdun. Agresor jest szybszy, bezwzględny i posiada telepatyczny umysł ze zdolnością manipulacji czasem.
Major Bill Cage nigdy nie widział bitwy, lecz zostaje rzucony do walki niczym szeregowiec. Podczas swojej pierwszej bitwy ginie, jednocześnie zabijając jednego z obcych osobników Alfa. To sprawia, że wpada w pętlę czasu, bezustannie powtarzając ten sam dzień, który za każdym razem kończy się jego śmiercią. Przypadkiem trafia na Ritę Vrataski, osnutą legendą bojowniczkę Sił Specjalnych. Okazuje się, że jakiś czas temu przytrafiło się jej dokładnie to samo, a pętla możne pomóc im zabić osobnika Omega, który jest wspólnym mózgiem porozumiewających się telepatycznie obcych. Rita i Cage łączą siły w celu pokonania wroga.

## Obsada
- Tom Cruise jako major William „Bill” Cage
- Emily Blunt jako Rita Vrataski
- Bill Paxton jako starszy sierżant Farrell
- Brendan Gleeson jako generał Brigham
- Kick Gurry jako Griff
- Madeleine Mantock jako Julie
- Lara Pulver jako Karen Lord
- Marianne Jean-Baptiste jako dr Whittle
- Tony Way jako Kimmel
- Charlotte Riley jako Nance
- Jonas Armstrong jako Skinner

## Odbiór

### Box office
Przy budżecie szacowanym na 178 milionów dolarów, Na skraju jutra zarobiło w USA i Kanadzie (domestic box office) sto milionów, a w pozostałych krajach dwieście siedemdziesiąt (łącznie 370 mln USD).

### Reakcja krytyków
Film spotkał się z pozytywną reakcją krytyków. W agregatorze recenzji Rotten Tomatoes 91% ze 337 recenzji uznano za pozytywne, a średnia ocen wystawionych na ich podstawie wyniosła 7,5 na 10. Z kolei w agregatorze Metacritic średnia ważona ocen z 43 recenzji wyniosła 71 punktów na 100.